# Маричелли, Гауденцио
Гауденцио Маричелли (Гауденцио Маричелли ди Бедиллора; Тичино или Bedigliora, Тичино — 27 мая 1822, Нижегородская губерния) — российский архитектор швейцарского происхождения. С 1792 года по 1822 год жил и работал в России. Известен как автор культовых сооружений (церквей и колоколен) и гражданских строений (жилых домов и общественных зданий). Вскоре после обрушения колокольни Воскресенского собора (1819), возводимой по его проекту, подал прошение о назначении в Грузию на вакантную должность губернского архитектора, но по пути к месту службы умер.

## Биография
Гауденцио Маричелли прибыл в Россию 12 июня 1792 года. в его паспорте имеется отметка о выдаче свидетельства: «для свободнаго жительства в Российской империи», за подписью полномочного посла графа Кобенцеля. В дальнейшем, по утверждению некоторых исследователей, занимался строительством по всем регионам Центральной России вплоть до Казани. Косвенно это утверждение подтверждается тем же паспортом архитектора, где сделаны следующие отметки:
15 июня 1792 года — Санкт-Петербургская Управа благочиния
13 февраля 1794 года — Московская Управа благочиния о проезде в город Казань
25 февраля 1794 года — Казанская Управа благочиния
8 января 1802 года — Симбирская градъская полиция
8 октября 1821 года — «вид сей по случаю отъезда значущагося в оном иностранца Маричелли Дебедилор из Канцелярии господина Московскаго генерал губернатора возвращен для представления в Канцелярию господина обер полицейместера».
В некоторых русскоязычных источниках он также упоминается:
то Яковом Яковичем, то Иваном Ивановичем, то Маричелло, то Марицелло, а иногда как «немец из Турина»
 и как утверждают исследователи речь идет об одном человеке.
Из-за отсутствия в источниках прямого указания на авторство Маричелли, исследователям в идентификации часто приходится руководствоваться косвенными свидетельствами. Так, в «Статистических сведениях Костромской епархии» упоминается Николаевская церковь села Вичуги «зданием каменная, с такою же колокольнею» 1801 года постройки, но без указания сведений о зодчих. В связи с этим длительное время предполагалось, что автором проекта мог быть Костромской губернский архитектор П. И. Фурсов. В своей статье «Вичуга» костромской краевед А. Козловский упоминает не только богатый и красивый храм, построенный на средства С. П. Татищева, но и «собственного его весьма искусного Архитектора».
Исследователи все чаще приходят к выводу, что и сам храм, а так же окружавшие его рыночная площадь с торговыми постройками и расположенный через эту площадь «недавно построенный дом» образуют единый ансамбль и спроектирован одним архитектором — Маричелли. К таким выводам краеведы приходят не только на основе «стилистического анализа» (подобные публикации не обнаружены[прояснить]), но и на основании косвенных фактов. В частности в подрядах помещицы Титовой на строительство храма в селе Михайловском, в числе подрядчиков указаны крестьяне села Вичуги и дворовые Татищева, а ответственным за работы — «Ив. Ив. Маричелли», что прямо свидетельствует о связи архитектора с владельцем Вичуги.
Зачастую разные исследователи, руководствуясь одними источниками, на их основе делают разные выводы. Так, Л. А. Шлычков и В. Пастухов ссылаются на указанные выше подряды. Но первый делает вывод, что это храм Архангела Михаила в с. Михайловское Фурмановского района, а другой, что речь идет о селе Михайловском близ Родников.
Со временем в архивах удалось обнаружить ранее неизвестные документы, позволяющие уточнить и дополнить сведения о биографии Маричелли. Так существовали гипотезы, что зодчего привёз с собой Д. П. Татищев, служивший дипломатом в Неаполе и вернувшийся в Россию в 1803 году, а после обрушения колокольни Воскресенского собора города Шуи и начавшегося вследствие этого судебного преследования архитектор симулировал сумасшествие и бежал из России. Позднее обнаруженные документы опровергли обе эти версии.

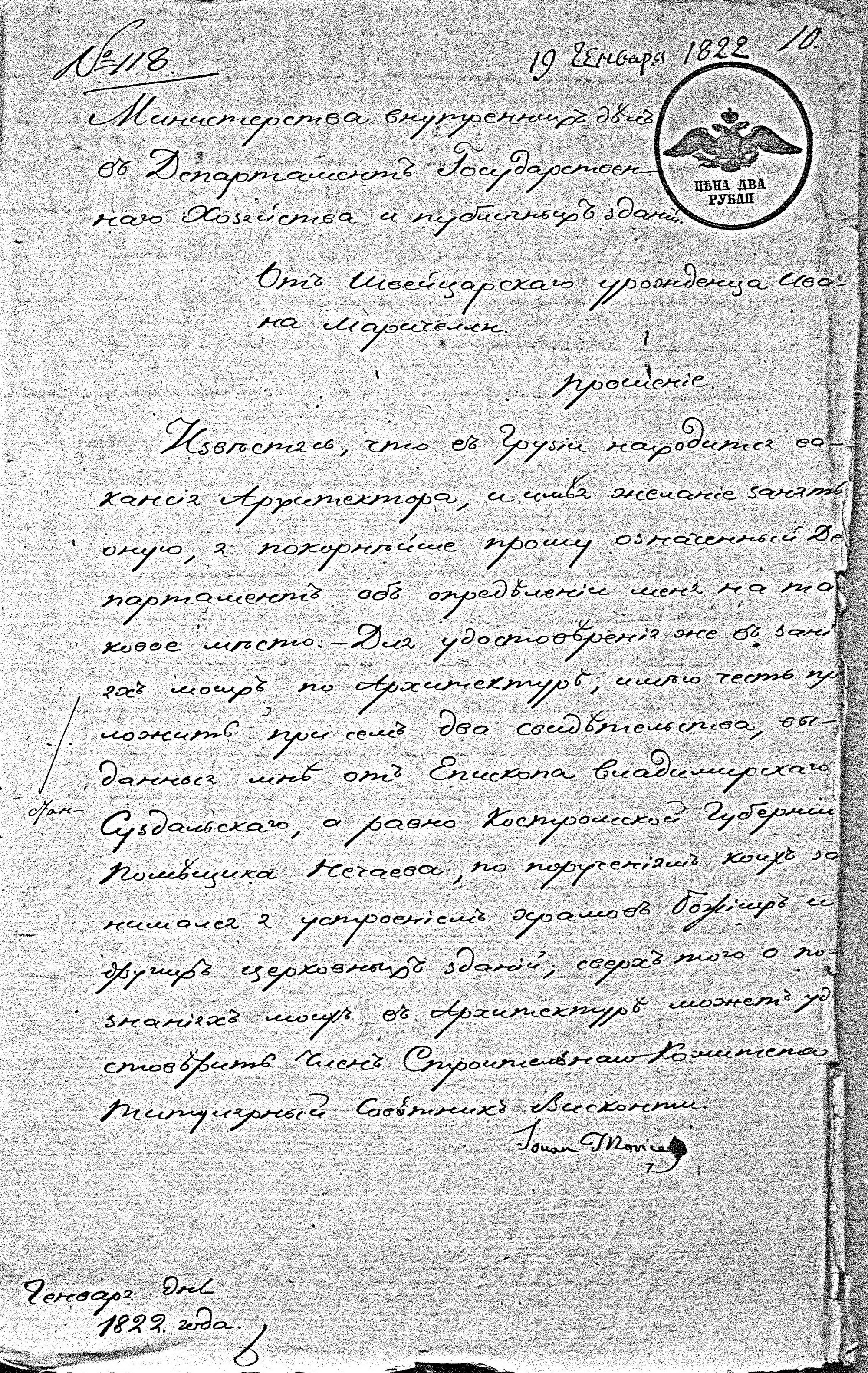
Собственноручное прошение Гауденцио Маричелли о назначении на должность Губернского архитектора Грузии

Согласно «Маклерской книге» за 1810 год, найденной краеведом-любителем Сергеем Семягиным, в Шуе жил некий Иван Иванович Маричелли. Время проживания этого «Ивана Ивановича» совпадает со временем строительства колокольни Воскресенского собора, Гостинного двора и новой ограды в Николо-Шартомском монастыре, кроме того своё прошение о назначении в Грузию на вакантную должность губернского архитектора Гауденцио подписал именно как «Иван Маричелли».
Указанное прошение было написано 19 января 1822 года. К нему он приложил и рекомендации от Ксенофонта, в то время уже бывшего Владимирского епископа и от помещика Костромской губернии Андрея Нечаева, за 1797 год, когда Маричелли возводил первую известную его постройку в России. Предполагается, что Маричелли брал рекомендации заранее, «в прок» и при необходимости пускал их в ход.
28 января 1822 года специальный Строительный комитет, входящий в структуру Департамента государственного хозяйства и публичных зданий, проводит Маричелли квалификационный экзамен. Зодчий достойно прошёл аттестацию, продемонстрировал значительный объём теоретических знаний и практических навыков, после чего и был рекомендован на должность Грузинского губернского архитектора.

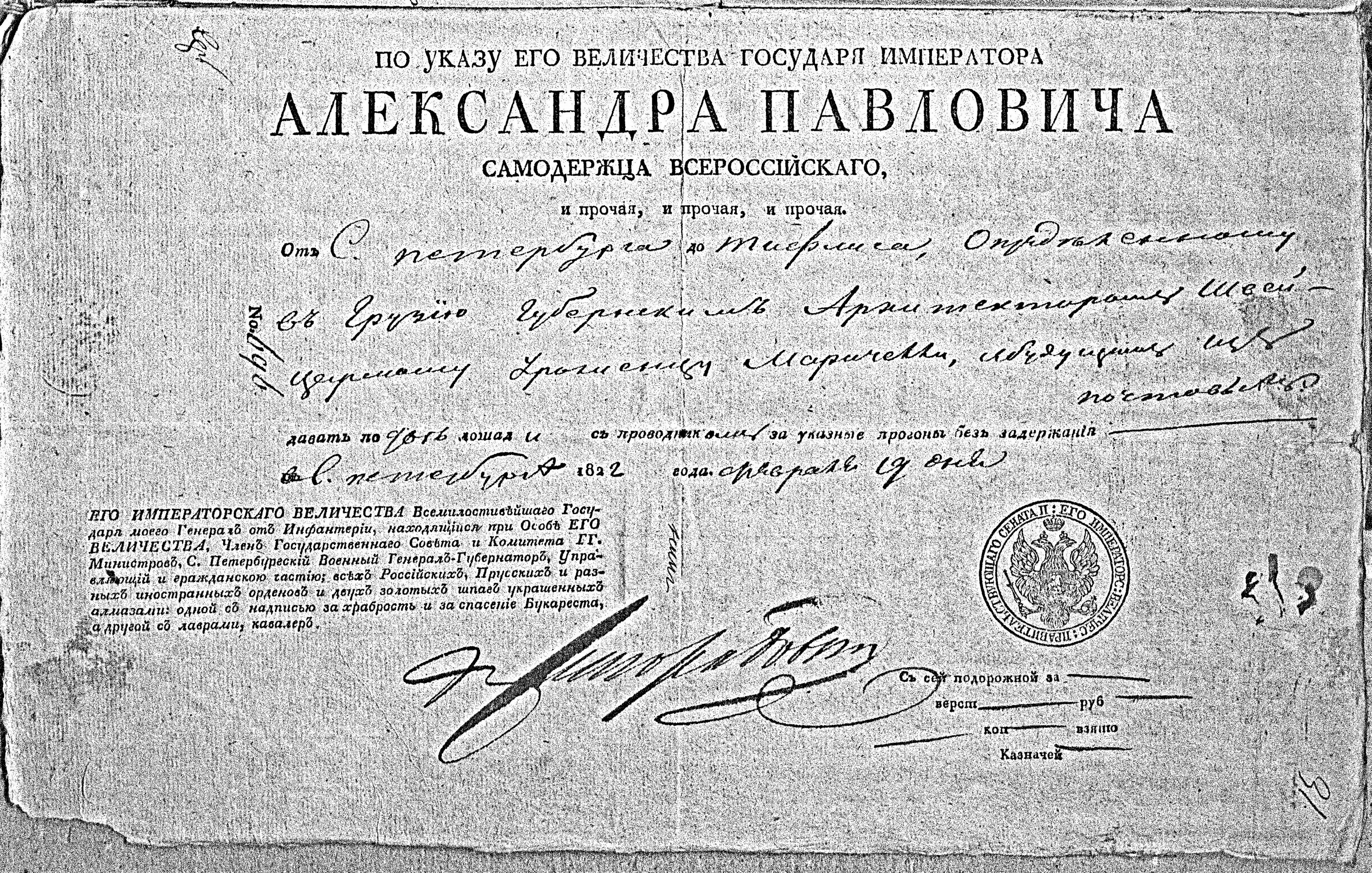
Письмо от имени императора Александра Павловича о беспрепятственном проезде, предоставлении лошадей и проводников

После утверждение в новой должности ему была выдана бумага о беспрепятственном проезде от Петербурга до Тифлиса и предоставлении ему лошадей и проводников, а также жалованье за несколько месяцев вперед.
По пути к новому месту службы 22 марта 1822 года в Починках Нижегородской губернии Гауденцио Маричелли хватил удар:
от действия коего лишился он языка и движения правых руки и ноги <...> в крестьянском доме оказался ничего не говорящим и не могущим встать с постели
27 мая того же года Гауденцио Маричелли умер. Похоронен, вероятно, в том же Починке, точное место захоронения не известно.

## Известные и предполагаемые постройки
|  | Церковь Воскресения Христова (Перепелицино) Дата постройки: 1761. В настоящее время: полностью разрушена (первая треть XX века). Маричелли по заказу местного помещика Нечаева осуществлял перестройку и расширение храма, завершенные около 1797 года. |
|  | Николаевская церковь (Вичуга) Дата постройки: 1801. В настоящее время: полностью разрушена (1955 год). Входила в состав единого комплекса с торговыми и кладовыми помещениями (в настоящее время частично сохранились) и помещичьей усадьбой. |
|  | Архитектурно-парковый ансамбль усадьбы С. П. Татищева в селе Вичуге Дата постройки: до 1824 В настоящее время: Ивановская область, Вичугский район, пгт Старая Вичуга, ул. Клубная, д. 7, здание занимает «Дом культуры» С 1960 года является охраняемым памятником (см. Постановление Совета Министров РСФСР № 624 от 04.12.1974). |
|  | «Новый дом» купцов Посылиных в городе Шуе Дата постройки: 1830-е по проекту Маричелли 1809 года. В настоящее время: Ивановская область, город Шуя, площадь Ленина д. 5, здание занимает городская прокуратура В 1837 году в этом доме принимали будущего императора Александра II и поэта В. А. Жуковского, прибывших в Шую с визитом. |
|  | Молельный дом (Иваново) Дата постройки: около 1787. В настоящее время: город Иваново, пр-т Шереметьевский, д. 41, храм во имя Казанской иконы Божьей Матери. Первоначально здание — набойная текстильная мануфактура Осипа Сокова. В 1810 году по приглашению местной старообрядческой общины Маричелли перестраивает здание: с восточной стороны пристраивает алтарь, в западной части комнаты богадельни. В начале 1907 года здание вновь реконструируют из молельного дома в церковь, надстраивается высокое чердачное помещение увенчанное пятиглавием. В данном виде здание дошло до наших дней. |
|  | Церковь Сергия Радонежского (Татищев Погост) Дата постройки: 1810. В настоящее время: Ярославская область, Ростовский район, посёлок Татищев-Погост. Храм Сергия Радонежского Храм строился с 1802 по 1810 год на средства Д. П. Татищева в принадлежащем ему селе Татищев Погост, которое находилось под управлением его брата С. П. Татищева |
|  | Церковь Рождества (Михайловское) Дата постройки: 1811. В настоящее время: Ивановская область, Родниковский район, село Михайловское. Здание церкви открыто и заброшено, колокольня разрушена полностью. С восточного фасада сделана современная пристройка. Маричелли участвовал как в проектировании, так и непосредственно в процессе строительства. Кроме этого спланировал внутреннее убранство церкви: иконостасы, престол, жертвенник, а также ворота и украшения ограды. Редкий по типологии и объемному решению памятник представляет для архитектуры области этого времени значительный интерес. Имела два придела: Казанской иконы Божьей Матери и св. архистратига Михаила. |
|  | Колокольня Успенской церкви (Тетеринское) Дата постройки: 1813 или 1820. В настоящее время: Свято-Успенская Тетеринская женская пустынь. Маричелли выступал не только архитектором, но и подрядчиком работ, однако по некотором данным заканчивали реализацию проекта Василий Семёнов и Иван Никитин, крестьяне из Ярославской губернии. |
|  | Колокольня Воскресенского собора (Шуя) Дата постройки: 1792—1798 (храм) 1810—1819 (колокольня) В настоящее время: Ивановской область, город Шуя, площадь Зелёная, д. 4, Кафедральный собор Воскресения Христова Шуйской епархии. В качестве архитектора Маричелли принимал участие только в проектировании и строительстве колокольни. После окончания третьего яруса на втором, по невыясненным причинам, стали образовываться значительные трещины, что привело к обрушению ещё не достроенной колокольни. В итоге её строительство было завершено только 1833 году под руководством архитектора Владимирской губернии Е. Я. Петрова. |
|  | Покровская церковь (Шуя) Дата постройки: 1754 (основное здание) в 1813—1816 (приделы и колокольня). В настоящее время: Ивановская область, город Шуя, площадь Союзная, д. 1, храм в честь Покрова Пресвятой Богородицы, подворье Николо-Шартомского монастыря. Здание старой Покровской церкви объединено с построенной рядом церковью в честь Усекновения главы Иоанна Предтечи в единое архитектурное пространство. Построена колокольня. На причастность Маричелли к этому проекту указано у В. В. Герасимова, но без ссылок на источники. |
|  | Комплекс гостиного двора в городе Шуе Дата постройки: 1815—1820 В настоящее время: Ивановская область, город Шуя, ул. Малахия Белова, д. 1 В здании размещены магазины и офисы. |
|  | Монастырская ограда и Преображенская надвратная церковь Николо-Шартомского монастыря Дата постройки: 1813—1817. В настоящее время: Ивановская область, Шуйский район, село Введенье, Николо — Шартомский монастырь. Кирпичная ограда, опоясывающая монастырь с трёх сторон, украшена тремя восьмигранными башенками. В ограде сделаны Святые Врата, над которыми располагается Преображенская (надвратная) церковь. Конструкция верхнего яруса храма в виде многогранника оформленного трёхчастными окнами, форма купола и верхней (центральной) главы на тонкой «шее», портики, арочные проемы и другие архитектурные элементы сопоставимы с храмом Рождества Богородицы в Михайловском, что свидетельствует о характерном «почерке» зодчего. |
|  | Троицкая церковь комплекса Покровского собора (Иваново) Дата постройки: 1817. В настоящее время: полностью разрушена (1931). В 1815 году после переноса старой деревянной Троицкой церкви на Успенское кладбище на этом месте возле холодной Покровской церкви началось возведение теплой—Троицкой церкви (на фото слева). Строительство велось на средства И. В. Гандурина, по другим источникам О. В. Бандурина. Освящена 19 июня 1819 года епископом Ксенофонтом. После образования г. Иванова-Вознесенска вместе с холодной Покровской церковью (на фото справа), колокольней и иными постройками образовали комплекс Покровского собора. В 1931 году при строительстве «Дворца искусств» храмовый комплекс был полностью уничтожен. Вершину горы срыли на 8 метров и территорию разровняли на значительной площади, поэтому в настоящее время установить даже точного местонахождения не представляется возможным. |
|  | Колокольня церкви Знаменья (Лежнево) Дата постройки: 1816—1823. В настоящее время: Ивановская область, пгт Лежнево, площадь Советская, д. 8. Возведение колокольни к уже существовавшей Знаменской церкви связывают с именем местного фабриканта К. В. Кокушкина, который оплатил строительство колокольни в ознаменование победы русского оружия в войне с Наполеоном. Есть предположение, что это лишь проект Маричелли, реализованный другим зодчим. В 1858 году на вершине колокольни установили часы-куранты с четырьмя циферблатами. Является объектом культурного наследия. |
|  | Церковь Троицы (Васильевское) Дата постройки: 1768. В настоящее время: Ивановская область, Шуйский район, село Васильевское, храм Троицы Живоначальной. Некоторые источники связывают с именем Маричелли перестройку храма, осуществлённую в XIX веке. Однако в официальных источниках никаких сведений о перестройке храма и/или участии Маричелли в работах не содержится. |
|  | Павильон мерных весов г. Шуя Дата постройки: 1820-е В настоящее время: Ивановская область, город Шуя, пл. Центральная |